# Directoire de la noblesse de Basse-Alsace
Pour les articles homonymes, voir Directoire (homonymie).
Sous l'Ancien Régime, le directoire de la noblesse de Basse-Alsace (en allemand : Direktorium der Reichsritterschaft im Unterelsass) était une juridiction compétente pour juger les membres du corps de la noblesse de Basse-Alsace et les communautés et habitants des terres qui en dépendaient. Les nobles et leurs terres étaient dits immatriculés car ils étaient inscrits sur un registre appelé la matricule.

## Histoire
La noblesse franche et immédiate de Basse-Alsace était un corps de chevaliers d'Empire bénéficiant de l'immédiateté impériale.
Le 28 juin 1651, elle signa, à Mergentheim (aujourd'hui, Bad Mergentheim), un traité d'association avec les trois cercles des chevaliers d'Empire de Franconie, de Souabe et du Rhin. L'empereur, Ferdinand III, l'approuva le 10 juin 1652.
Le 6 novembre 1651, elle adopta, à Strasbourg, son règlement. Ferdinand III l'approuva le 10 juin 1652.

### Réunion à la France
À la paix de Westphalie, Louis XIV acquiert le titre de landgrave de Basse-Alsace.
Par un arrêt du 9 août 1680, le conseil souverain d'Alsace réunit à la France les terres de la noblesse immédiate de Basse-Alsace.
Le 12 mai 1681, noblesse immédiate de Basse-Alsace prête serment de fidélité au roi entre les mains de Jacques de La Grange, l'intendant d'Alsace.
L'article 4 du traité signé à Ryswick, le 30 octobre 1697, confirma la réunion de la noblesse immédiate de Basse-Alsace à la France.

## Siège

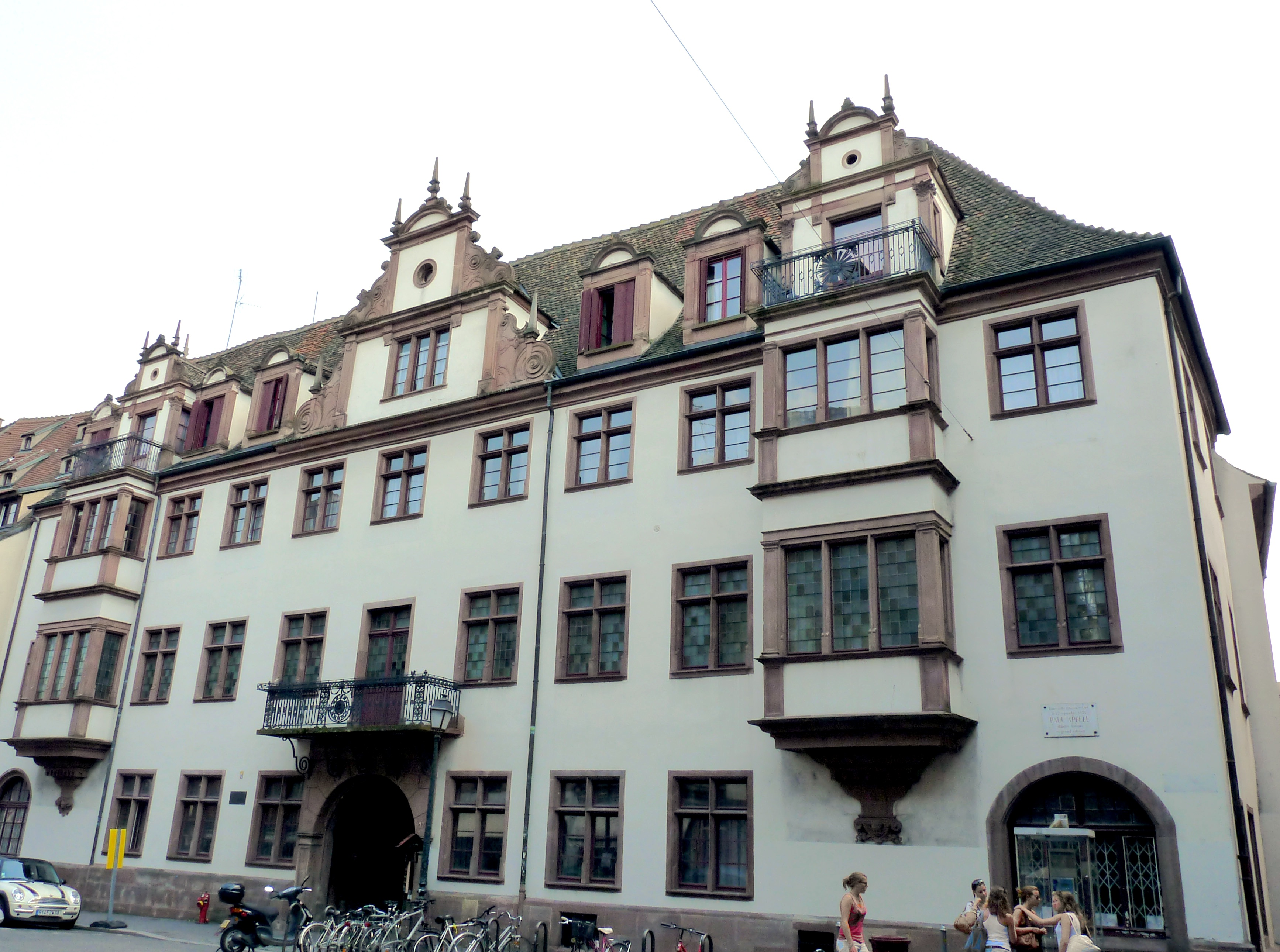
Hôtel des Bœcklin de Bœcklinsau à Strasbourg

Le directoire siégeait à Strasbourg, dans l'hôtel de la Haute-Montée.
Par lettre patente de décembre 1680, Louis XIV transféra le siège du directoire de Strasbourg au château de Landsberg à Niedernai,.
Par lettre patente de mars 1685, Louis XIV permit au directoire de vendre l'hôtel de la Haute-Montée afin d'en acheter un autre pour tenir ses séances. Le directoire acquit l'ancien hôtel des Boecklin de Boecklinsau, à Strasbourg. Il y tient ses séances jusqu'à la Révolution française.

## Ressort
La compétence du directoire s'étendait aux nobles et terres qui étaient inscrits dans la matricule. Comme l'immédiateté impériale, sa compétence pouvait être personnelle, réelle ou mixte : elle était personnelle lorsqu'une personne immatriculée ne possédait pas de terre immatriculée ; réelle lorsqu'une terre immatriculée était possédée par une personne non immatriculée ; et mixte lorsqu'une terre immatriculée était possédée par une personne elle-même immatriculée.

### Familles immatriculées
Les familles immatriculées étaient les suivantes :
| Famille(s)                 | Terre(s) | Autres possessions hors Directoire | Autres immatriculations                                       |
| -------------------------- | --- | --- | ------------------------------------------------------------- |
| Albertini d'Ichtratzheim   | Ichtratzheim | Hochfelden (Grand-Bailliage d'Alsace) | —                                                             |
| Andlau                     | Andlau, Bernardvillé, Blancherupt, Blienschwiller (en partie), Diebolsheim, Duttlenheim (en partie), Itterswiller (en partie), Nothalten, Reichsfeld, Saint-Blaise-la-Roche, Stotzheim (en partie), Valff, Zell    | Obersaasheim (Bailliage d'Ensisheim), Eschentzwiller, Hombourg, Niffer, Petit-Landau (Seigneurie de Landser), Kingersheim, Wittenheim, Zimmersheim (Seigneurie de Thann)                                                     | Corps des Chevaliers du Brisgau                               |
| Berckheim (de)             | Innenheim, Jebsheim (en partie), Krautergersheim | Schoppenwihr (Seigneurie de Riquewihr-Ostheim) | Canton équestre d'Ortenau                                     |
| Berstett (de)              | Berstett (5/6), Boofzheim (en partie), Gerstheim (en partie), Hipsheim (en partie), Nieffern, Olwisheim (en partie), Witternheim (en partie)                                                                       | — | Canton équestre d'Ortenau                                     |
| Birkenwald                 | Birkenwald | — | —                                                             |
| Bock de Gerstheim          | Blaesheim, Gerstheim (en partie), Hipsheim (en partie), Obenheim (en partie) | — | —                                                             |
| Bœcklin de Bœcklinsau (de) | Bischheim, Obenheim (en partie), Wibolsheim (en partie) | — | Canton équestre d'Ortenau                                     |
| Braun                      | Hipsheim (en partie) | — | —                                                             |
| Burger                     | Hipsheim (en partie) | — | —                                                             |
| Dénesdé                    | Boofzheim (en partie) | — | —                                                             |
| Dettlingen                 | Berstett (1/6), Gerstheim (en partie), Olwisheim (en partie), Scharrachbergheim | — | —                                                             |
| Elsenheim                  | Oberschaeffolsheim (en partie) | — | —                                                             |
| de la Fage                 | Wilwisheim (en partie) | — | —                                                             |
| Falkenhayn                 | Kolbsheim | — | —                                                             |
| Flachslanden (de)          | Duppigheim, Mackenheim, Schaffhouse-sur-Zorn, Stutzheim, Trænheim (en partie) | Durmenach (Bailliage de la Haute-Alsace et du Sundgau) | —                                                             |
| Gayling (de)               | Buswiller, Gerstheim (en partie), Mulhausen (en partie) | Hohwiller, Zutzendorf (Grand-Bailliage d'Alsace) | —                                                             |
| Géraudon                   | Odratzheim | — | —                                                             |
| Glaubitz                   | Wintzenheim-Kochersberg | — | —                                                             |
| Güntzer                    | Plobsheim (en partie) | — | —                                                             |
| Haindel                    | Cosswiller, Romanswiller | — | —                                                             |
| Jacoud                     | Pfulgriesheim | — | —                                                             |
| Joham de Mundolsheim       | Boofzheim (en partie), Furdenheim (en partie), Mittelhausbergen, Mundolsheim, Witternheim (en partie) | Lembach (Grand-Bailliage d'Alsace) | —                                                             |
| Kageneck (de)              | Hipsheim (en partie) | — | Corps des Chevaliers du Brisgau                               |
| Kempfer                    | Plobsheim (en partie.) | — | —                                                             |
| Klinglin                   | Hœnheim | Biltzheim, Holtzwihr, Munwiller, Riedwihr, Oberentzen, Wickerschwihr (Bailliage d'Ensisheim), Essert (Bailliage de la Haute-Alsace et du Sundgau), Zillisheim (Ville de Mulhouse)                                            | —                                                             |
| Landsberg                  | Duttlenheim (en partie), Lingolsheim, Meistratzheim, Niedernai, Zellwiller | — | —                                                             |
| Mackau                     | Hurtigheim (en partie) | — | —                                                             |
| Oberkirch                  | Furdenheim (en partie), Quatzenheim | Oberkirch (Ville impériale d'Obernai) | Canton équestre d'Ortenau                                     |
| Ocahan                     | Bolsenheim | — | —                                                             |
| Pascalis                   | Ottrott-le-Bas (en partie) | — | —                                                             |
| Rathsamhausen              | Bœsenbiesen, Bootzheim, Daubensand, Ehnwihr, Eschau (en partie), Fegersheim, Fessenheim-le-Bas, Irmstett, Kunheim, Muttersholtz, Nieder-Rathsamhausen, Ohnheim, Ottrott-le-Bas (en partie), Wibolsheim (en partie) | Grussenheim (Bailliage d'Ensisheim) | Canton équestre d'Ortenau                                     |
| Reich de Reichenstein (de) | Duttlenheim (en partie) | Biederthal, Buschwiller, Leymen (Comté de Ferrette) | Corps des Chevaliers du Brisgau                               |
| Reinach                    | Uttenheim, Wœrth | Frœningen (Bailliage de la Haute-Alsace et du Sundgau), Heidwiller, Hirtzbach, Lachapelle-sous-Rougemont, Luemschwiller, Michelbach (Seigneurie de Thann), Steinbrunn-le-Bas, Steinbrunn-le-Haut (Seigneurie de Landser)     | —                                                             |
| Reisseisen                 | Furdenheim (en partie) | — | —                                                             |
| Saum                       | Boofzheim (en partie, Witternheim (en partie) | — | —                                                             |
| Sauveterre                 | Osthoffen (en partie) | — | —                                                             |
| Schauenburg (de)           | Osthoffen (en partie) | Hattstatt, Herrlisheim, Niederentzen, Vœgtlinshoffen (Bailliage d'Ensisheim), Husseren-les-Châteaux, Jungholtz (Mundat de Rouffach), Soultzbach-les-Bains (Seigneurie de Munster)                                            | Canton équestre d'Ortenau, Corps des Chevaliers du Brisgau    |
| Schœnau (de)               | Saasenheim, Schœnau | Hagenbach (Bailliage de la Haute-Alsace et du Sundgau), Seigneurie particulière du district de Laufenburg (Autriche antérieure)                                                                                              | Corps des Chevaliers du Brisgau                               |
| Sickingen (de)             | Obenheim (en partie) | — | Canton équestre du Kraichgau, Corps des Chevaliers du Brisgau |
| Turckheim                  | Kalenburg | — | Canton équestre d'Ortenau                                     |
| Waldner de Freundstein     | Baldenheim, Hartmannswiller | Schweighouse-Thann (Bailliage de la Haute-Alsace et du Sundgau), Sierentz (Seigneurie de Landser), Biesheim, Geiswasser, Rathsamhausen-le-Haut, Vogelgrun (Comté de Horbourg), Beroltzwiller, Berrwiller (Abbaye de Murbach) | Canton équestre d'Ortenau                                     |
| Wangen                     | Achenheim, Landersheim (en partie), Oberschaeffolsheim (en partie), Wangenbourg, Wilwisheim (en partie), Wiwersheim                                                                                                | Minversheim (Grand-Bailliage d'Alsace) | —                                                             |
| Warstatt                   | Schirrhoffen | Keffendorf, Ohlungen (Grand-Bailliage d'Alsace) | —                                                             |
| Weinemmer                  | Landersheim (en partie) | — | —                                                             |
| Weitersheim                | Breuschwickersheim | — | —                                                             |
| Woltz                      | Mulhausen (en partie) | — | —                                                             |
| Wurmser de Vendenheim      | Ottrott-le-Bas (en partie), Sundhouse, Vendenheim, Westhouse | — | Canton équestre d'Ortenau                                     |
| Zorn de Bulach (de)        | Entzheim (1/2), Gerstheim (en partie), Osthouse | — | —                                                             |
| Zorn de Plobsheim (de)     | Entzheim (1/2), Oberhausbergen | — | —                                                             |

### Terres immatriculées
Les terres immatriculées étaient les suivantes (toutes dans le Bas-Rhin sauf Hartmannswiller, Jebsheim et Kunheim) :
| Terre                                                                 | Famille(s)                                                              | Commentaires |
| --------------------------------------------------------------------- | ----------------------------------------------------------------------- | --- |
| Achenheim                                                             | Wangen                                                                  | — |
| Andlau                                                                | Andlau                                                                  | — |
| Baldenheim                                                            | Waldner de Freundstein                                                  | — |
| Behlenheim (aujourd'hui, partie de Truchtersheim)                     | —                                                                       | propriété du couvent de la Visitation de Strasbourg |
| Bernardvillé                                                          | Andlau                                                                  | ne pas confondre avec Bernardswiller |
| Berstett                                                              | Berstett (5/6) et Dettlingen (1/6)                                      | — |
| Birkenwald                                                            | Birkenwald                                                              | — |
| Bischheim                                                             | Bœcklin de Bœcklinsau                                                   | — |
| Blaesheim                                                             | Bock de Gerstheim                                                       | — |
| Blancherupt                                                           | Andlau                                                                  | — |
| Blienschwiller [en partie]                                            | Andlau                                                                  | village relevant, pour partie, du prince-évêque de Strasbourg (bailliage de Benfeld) ainsi que, pour la haute justice, de la ville de Strasbourg (bailliage de Barr)                                                                    |
| Bœsenbiesen                                                           | Rathsamhausen                                                           | — |
| Bolsenheim                                                            | Ocahan                                                                  | — |
| Boofzheim                                                             | Berstett, Joham de Mundolsheim, Dénesdé et Saum                         | — |
| Bootzheim                                                             | Rathsamhausen                                                           | — |
| Breuschwickersheim                                                    | Weitersheim                                                             | — |
| Buswiller                                                             | Gayling                                                                 | — |
| Cosswiller                                                            | Haindel                                                                 | — |
| Daubensand (aujourd'hui, partie d'Erstein)                            | Rathsamhausen                                                           | — |
| Diebolsheim                                                           | Andlau                                                                  | — |
| Duppigheim                                                            | Flachslanden                                                            | — |
| Duttlenheim                                                           | Andlau, Reich de Reichenstein et Landsberg                              | — |
| Ehnwihr (aujourd'hui, partie de Muttersholtz)                         | Rathsamhausen                                                           | — |
| Entzheim                                                              | Zorn de Bulach (1/2) et Zorn de Plobsheim (1/2)                         | — |
| Eschau [en partie]                                                    | Rathsamhausen                                                           | village relevant, pour partie, du grand-chapitre de la cathédrale Notre-Dame de Strasbourg (bailliage d'Erstein) |
| Fegersheim                                                            | Rathsamhausen                                                           | — |
| Fessenheim-le-Bas                                                     | Rathsamhausen                                                           | village relevant du grand-chapitre de la cathédrale Notre-Dame de Strasbourg |
| Furchhausen                                                           | —                                                                       | propriété du landgraviat de Hesse-Darmstadt, comté de Hanau |
| Furdenheim                                                            | Joham de Mundolsheim, Oberkirch, Reisseisen                             | village relevant, pour partie, de la ville impériale de Strasbourg |
| Gerstheim                                                             | Berstett, Bock de Gerstheim, Dettlingen, Gayling et Zorn de Bulach      | — |
| Geudertheim                                                           | —                                                                       | propriété du landgraviat de Hesse-Darmstadt, comté de Hanau |
| Hartmannswiller (château à Soultz-Haut-Rhin)                          | Waldner de Freundstein                                                  | — |
| Hipsheim                                                              | Bock de Gerstheim, Berstett, Braun et Burger                            | la partie de Bock de Gerstheim à Kageneck en 1789 |
| Hœnheim                                                               | Klinglin                                                                | — |
| Hurtigheim [en partie]                                                | Mackau                                                                  | village relevant, pour partie, du prince-évêque de Strasbourg |
| Ichtratzheim                                                          | Albertini d'Ichtratzheim                                                | — |
| Innenheim                                                             | Berckheim                                                               | — |
| Irmstett (aujourd'hui, partie de Scharrachbergheim-Irmstett)          | Rathsamhausen                                                           | — |
| Itterswiller [en partie]                                              | Andlau                                                                  | village relevant, pour partie, du prince-évêque de Strasbourg (bailliage de Benfeld) |
| Jebsheim [en partie]                                                  | Berckheim                                                               | propriété, pour partie, de la principauté du Palatinat de Deux-Ponts, comté de Ribeaupierre |
| Kalenburg (aujourd'hui, partie de Marckolsheim)                       | Turckheim                                                               | — |
| Kolbsheim                                                             | Falkenhayn                                                              | — |
| Krautergersheim                                                       | Berckheim                                                               | — |
| Kunheim                                                               | Rathsamhausen                                                           | — |
| Landersheim                                                           | Wangen et Weinemmer                                                     | — |
| Lingolsheim                                                           | Landsberg                                                               | — |
| Mackenheim                                                            | Flachslanden (1/2)                                                      | village relevant, pour moitie, du prince-évêque de Strasbourg |
| Meistratzheim                                                         | Landsberg                                                               | — |
| Mittelbergheim                                                        | —                                                                       | copropriété du prince-évêque de Strasbourg et de la ville impériale de Strasbourg |
| Mittelhausbergen                                                      | Joham de Mundolsheim                                                    | — |
| Mulhausen                                                             | Gayling et Woltz                                                        | — |
| Mundolsheim                                                           | Joham de Mundolsheim                                                    | — |
| Muttersholtz                                                          | Rathsamhausen                                                           | — |
| Niedernai                                                             | Landsberg                                                               | — |
| Nieder-Rathsamhausen (aujourd'hui, partie de Sélestat)                | Rathsamhausen                                                           | — |
| Nieffern (aujourd'hui partie de Bouxwiller)                           | Berstett                                                                | — |
| Nothalten [en partie]                                                 | Andlau                                                                  | village relevant, pour partie, de la seigneurie de Villé en possession du seigneur de Meuse-Choiseul et, pour partie, du prince-évêque de Strasbourg (bailliage de Benfeld) ainsi que, pour la haute justice, de la ville de Strasbourg |
| Obenheim                                                              | Bœcklin de Bœcklinsau (1/2), Bock de Gerstheim (1/4) et Sickingen (1/4) | — |
| Oberhausbergen                                                        | Zorn de Plobsheim                                                       | — |
| Oberschaeffolsheim                                                    | Elsenheim (1/2) et Wangen (1/2)                                         | — |
| Odratzheim                                                            | Géraudon                                                                | — |
| Ohnheim (aujourd'hui partie de Fegersheim                             | Rathsamhausem                                                           | — |
| Olwisheim                                                             | Berstett et Dettlingen                                                  | — |
| Osthoffen                                                             | Sauveterre et Schauenburg                                               | — |
| Osthouse                                                              | Zorn de Bulach                                                          | — |
| Ottrott-le-Bas (aujourd'hui partie d'Ottrott                          | Pascalis, Rathsamhausen et Wurmser de Vendenheim                        | — |
| Pfulgriesheim                                                         | Jacoud                                                                  | — |
| Plobsheim                                                             | Güntzer (1/2) et Kempfer (1/2)                                          | — |
| Quatzenheim                                                           | Oberkirch                                                               | — |
| Reichsfeld                                                            | Andlau                                                                  | — |
| Romanswiller                                                          | Haindel                                                                 | — |
| Saasenheim                                                            | Schœnau                                                                 | — |
| Saint-Blaise-la-Roche                                                 | Andlau                                                                  | — |
| Schaffhouse-sur-Zorn                                                  | Flachslanden                                                            | — |
| Scharrachbergheim (aujourd'hui, partie de Scharrachbergheim-Irmstett) | Dettlingen                                                              | — |
| Schirrhoffen                                                          | Warstatt                                                                | — |
| Schnersheim                                                           | —                                                                       | village relevant de l'abbé de l'abbaye Saint-Étienne de Marmoutier |
| Schœnau                                                               | Schœnau                                                                 | — |
| Stotzheim [en partie]                                                 | Andlau                                                                  | village relevant, pour partie, du prince-évêque de Strasbourg (bailliage de Benfeld) |
| Stutzheim (aujourd'hui, partie de Stutzheim-Offenheim)                | Flachslanden                                                            | — |
| Sundhouse                                                             | Wurmser de Vendenheim                                                   | — |
| Trænheim [en partie]                                                  | Flachslanden                                                            | village relevant, en partie, du landgraviat de Hesse-Darmstadt, comté de Hanau-Lichtenberg (bailliage de Westhoffen) |
| Uttenheim                                                             | Reinach                                                                 | — |
| Valff                                                                 | Andlau                                                                  | — |
| Vendenheim                                                            | Wurmser de Vendenheim                                                   | — |
| Wangenbourg                                                           | Wangen                                                                  | — |
| Westhouse                                                             | Wurmser de Vendenheim                                                   | — |
| Wibolsheim (aujourd'hui, partie d'Eschau)                             | Bœcklin de Bœcklinsau (1/2) et Rathsamhausen (1/2)                      | — |
| Wilwisheim                                                            | de la Fage et Wangen                                                    | — |
| Wintzenheim-Kochersberg                                               | Glaubitz                                                                | — |
| Witternheim                                                           | Berstett, Joham de Mundenheim et Saum                                   | — |
| Wiwersheim                                                            | Wangen                                                                  | — |
| Wœrth (aujourd'hui, partie d'Erstein)                                 | Reinach                                                                 | — |
| Zell (aujourd'hui, partie de Barr) [en partie]                        | Andlau                                                                  | village relevant, pour partie, du prince-évêque de Strasbourg |
| Zellwiller                                                            | Landsberg                                                               | — |

## Compétence
Par lettre patente du 5 mai 1681, Louis XIV attribua au directoire les compétences d'un présidial, telles que définies par l'édit de janvier 1552, à savoir : — le premier chef de l'édit, c'est-à-dire la connaissance, en dernier ressort, de toutes les causes dont l'objet était inférieur à 250 livres en capital ; — le second chef de l'édit, c'est-à-dire la connaissance, à charge d'appel, de toutes les causes dont l'objet était compris entre 250 et 500 livres.
Par la suite, jugea, au civil, jusqu'à 500 livres en dernier ressort et entre 500 et 1 000 livres par provision. Il jugea aussi, en matière d'amendes au petit criminel, jusqu'à 30 livres en dernier ressort. Il jugeait, au criminel, les délits commis par les gentilshommes immatriculés.